# Joseph Lekens
Joseph Adam Eugene „Jef” Lekens (Antwerpen, 1911. április 22. – Antwerpen, 1973. szeptember 13.) belga jégkorongozó, edző, gyorskorcsolyázó, atléta, olimpikon.
Részt vett az 1936. évi téli olimpiai játékokon a jégkorongtornán, mint védő. A belga csapat a C csoportba került. Az első mérkőzésen 11–2-re kikaptak a magyar válogatottól. A következőn 5–0-s vereséget szenvedtek a csehszlovákoktól, majd utolsó csoportmérkőzésen egy szoros hosszabbításos mérkőzésen 4–2-es vereséget szenvedtek a franciáktól. A csoportban utolsó helyen zártak 0 ponttal és összesítésben a 14. helyen végeztek. Mind a három mérkőzésen játszott, de nem ütött gólt.
Játszott az 1930-as és 1934-es jégkorong-világbajnokságon.
A belga atlétikai és gyorskorcsolya bajnokságokon is indult.
Klubcsapatia Le Puck Club, a CPA, a Brusselse IJshockeyclub és a Metro IHC voltak.